# Eucanthus greeni
Eucanthus greeni is een keversoort uit de familie cognackevers (Bolboceratidae). De wetenschappelijke naam van de soort werd in 1948 gepubliceerd door Robinson.